# Livre d'enregistrement unifié de la criminalité
Le livre d'enregistrement unifié de la criminalité est une plateforme en ligne constituant une archive unique de données sur les crimes commis par les forces de l'ordre biélorusses. Le projet a été lancé en décembre 2020, à l'initiative de Svetlana Tikhanovskaïa, par l'Administration nationale anti-crise.
L'objectif du projet est de créer une base de données des personnes impliquées dans la violation des droits de l'homme en Biélorussie et de recueillir des preuves et des témoignages relatifs aux crimes commis pour permettre aux futures autorités judiciaires biélorusses et aux organisations juridiques internationales d'instruire des affaires pénales dans le cadre du droit biélorusse et international.

## Historique
Le 1er décembre 2020, Svetlana Tikhanovskaïa a annoncé le lancement d'une plateforme intitulée « The Single Book of Crime Registration » en vue de recueillir des témoignages sur les détentions et les tortures commises par les forces de l'ordre biélorusses ainsi que les noms des auteurs présumés. Le projet a été mis en œuvre par l'Administration nationale anti-crise qui a développé la plateforme en deux mois. Lors de la conférence de presse, Svetlana Tikhanovskaïa a déclaré que le projet s'adressait aux forces de l'ordre impliquées dans la machine répressive. Andrei Ostapovich (en), l'un des fondateurs de BYPOL, a précisé que la peine ne sera éventuellement réduite que si ces personnes ne sont pas reconnues comme suspectes au moment de leur déclaration. Les participants au projet peuvent également être des citoyens qui ont été témoins ou victimes de tortures et de violences par les forces de l'ordre,,,.
Le 12 janvier 2022, un tribunal du District de Homiel a qualifié le Livre d'enregistrement unifié et d'autres ressources en ligne de l'initiative BYPOL comme étant des documents extrémistes.